# Storia della nazionale di calcio della Germania
Questa pagina tratta la storia della nazionale di calcio della Germania.
La deutsche Fußballnationalmannschaft (tedesco per "nazionale tedesca di calcio") è una delle nazionali di calcio più blasonate al mondo oltreché la più titolata d'Europa, essendosi aggiudicata per quattro volte il campionato mondiale, per tre volte il campionato europeo e per una volta la Confederations Cup. Nelle due principali competizioni cui partecipa (campionato mondiale e campionato europeo) è giunta a disputare la partita finale rispettivamente otto e sei volte: in entrambi i casi si tratta di un record. A livello europeo, condivide con l'Italia il primato di vittorie nel mondiale (4).
Ai campionati europei vanta altresì il maggior numero di partecipazioni (13). Complessivamente è la nazionale europea con il maggior numero di presenze e di partite disputate nelle due massime competizioni, oltreché la compagine europea con la migliore continuità di risultati in queste due competizioni. Ai campionati del mondo, se si escludono la prima edizione di Uruguay 1930, a cui rinunciò a partecipare, e quella di Brasile 1950, da cui venne squalificata per aver causato lo scoppio della seconda guerra mondiale, in tre sole occasioni la nazionale tedesca non si è piazzata tra le migliori otto squadre del torneo, a Francia 1938, a Russia 2018 e a Qatar 2022; inoltre, dalla Confederations Cup 2005 alla Confederations Cup 2017 la nazionale tedesca ha fatto registrare una striscia di otto competizioni consecutive tra europei, mondiali e Confederations Cup in cui ha raggiunto almeno la semifinale. È infine l'unica, insieme al Brasile, ad aver disputato tre finali mondiali consecutive (1982, 1986 e 1990), dopo aver ottenuto il medesimo risultato all'europeo (1972, 1976, 1980).

## Esordi
- Svizzera: Dreyfuss, Strauss, Mégroz, Henneberg, Rubli, Isenegger, Lehmann, Hug, Pfeiffer, Kämpfer, Kobelt

- Germania: Baumgarten, Jordan, Hempel, Hiller, Ludwig, Weymar, Förderer, Becker, Kipp, Baumgärtner, Hensel

- Arbitro: Henry Devitte (Svizzera)
- Spettatori: 3 500
- Marcatori: 6', 69' Becker (G); 21', 89' Kämpfer (S); 28' (aut.) Jordan (S); 32', 57' Pfeiffer (S); 52' Förderer (G)

Tra il 1899 e il 1901 ci furono ben cinque partite non ufficiali fra diverse selezioni tedesche e inglesi, tutte terminate in clamorose sconfitte per i teutonici. Otto anni dopo la fondazione della Federazione calcistica della Germania (Deutscher Fußball-Bund o DFB), fu disputata la partita d'esordio della nazionale ufficiale tedesca, precisamente il 5 aprile 1908, contro la Svizzera a Basilea, partita che fu vinta dagli elvetici 5-3. Da notare che a quel tempo, non essendoci un commissario tecnico, i giocatori vennero direttamente convocati dalla federazione.
La Germania partecipò al torneo olimpico di calcio del 1912 venendo subito eliminata al turno preliminare dall'Austria, vittoriosa per 5-1. Prese poi parte al torneo di consolazione per le squadre eliminate al turno preliminare e al primo turno e arrivò fino in semifinale, dove fu eliminata dall'Ungheria, che si impose per 3-1.
Il primo commissario tecnico della nazionale tedesca fu Otto Nerz, un insegnante scolastico di Mannheim, che guidò la squadra dal 1926 al 1936. La Germania arrivò terza nel campionato mondiale del 1934, in occasione della sua prima apparizione ad un torneo iridato. Due anni dopo l'incarico fu affidato a Sepp Herberger.

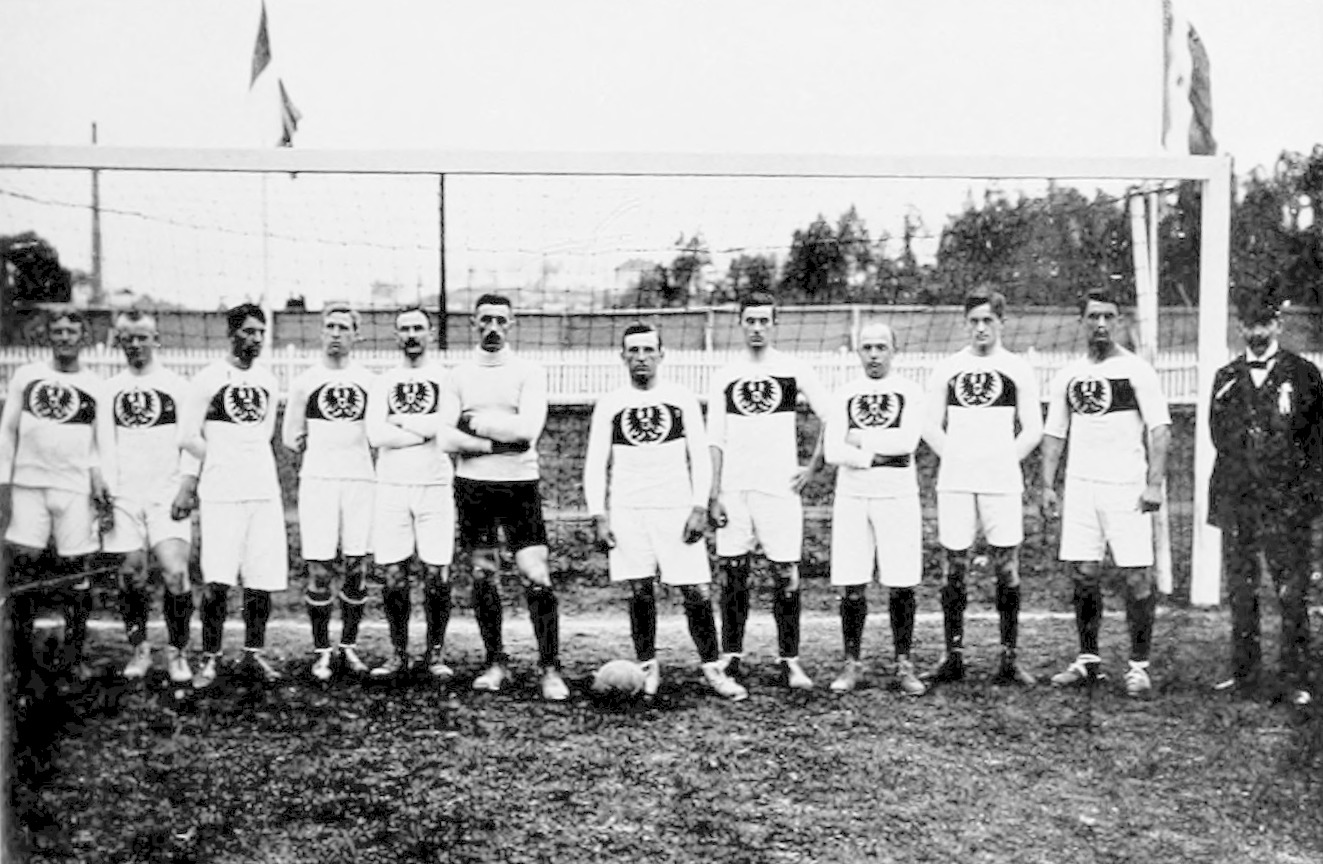
La selezione teutonica al torneo olimpico di

Dopo che l'Austria (avente all'epoca una forte selezione nazionale) fu annessa alla Germania nel 1938 con l'Anschluss, i giocatori austriaci del Rapid Vienna (che fu tra l'altro l'unica austriaca a vincere la Gauliga) si aggiunsero alla selezione tedesca in breve tempo per motivi politici. Al mondiale del 1938 la Germania unita fu, però, eliminata al primo turno dopo un doppio confronto con la Svizzera negli ottavi di finale; l'eliminazione al primo turno non sarebbe più avvenuta per la squadra tedesca in un mondiale fino all'edizione del 2018.

## Il secondo dopoguerra
Al termine della seconda guerra mondiale, con la Germania ormai divisa in due entità politiche differenti – la Repubblica Democratica e quella Federale – e devastata dalla guerra, la situazione calcistica era alquanto problematica. Si formò un'altra federazione che si staccò dalla DFB per amministrare indipendentemente il calcio nella Germania Est, formando una propria nazionale. Oltre a questo, la formazione tedesco-occidentale, ormai Germania Ovest, non era vista di buon occhio: per i primi anni solo le vicine Svizzera e Austria, oltre che la Turchia, giocarono sfide con l'Ovest. Fu la Repubblica d'Irlanda a rompere questo tabù ed accordarsi con la federcalcio occidentale per una partita.

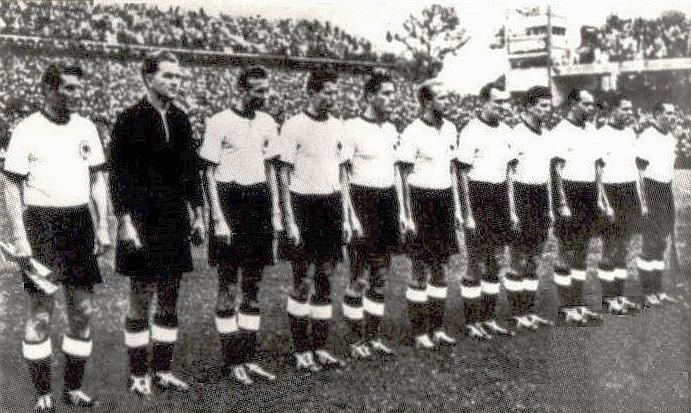
La Germania Ovest per la prima volta iridata al

Dopo essere stati esclusi dal campionato mondiale del 1950 in Brasile, i tedeschi occidentali sorprendentemente vinsero il successivo, nel 1954 in Svizzera, guidati da Fritz Walter e ancora allenati da Sepp Herberger. Giocarono la finale contro la favoritissima Ungheria, che li aveva battuti per 8-3 in una partita del primo turno, e completarono un'inattesa rimonta dopo essere passati in svantaggio di ben due reti nei primi minuti della partita. Dopo aver pareggiato entro la fine del primo tempo, i tedeschi riuscirono a contenere gli attacchi della squadra ungherese e misero a segno il gol del decisivo 3-2 con un tiro di Helmut Rahn a sei minuti dal termine. Questo clamoroso e insperato successo, passato alla storia come il "miracolo di Berna", entusiasmò la Germania del dopoguerra ed è stato considerato un fattore importante della ripresa economico-morale del paese.
A distanza di alcuni mesi dalla partita, peraltro, si apprese che quasi tutti i giocatori tedeschi che avevano partecipato alla finale di Berna avevano sofferto di una forma di epatite; si parlò di probabili "pratiche dopanti" utilizzate illegalmente dalla nazionale della Germania per favorire la vittoria nel mondiale. La FIFA tuttavia non svolse alcuna inchiesta ufficiale e il titolo non venne revocato.

## Sconfitte leggendarie

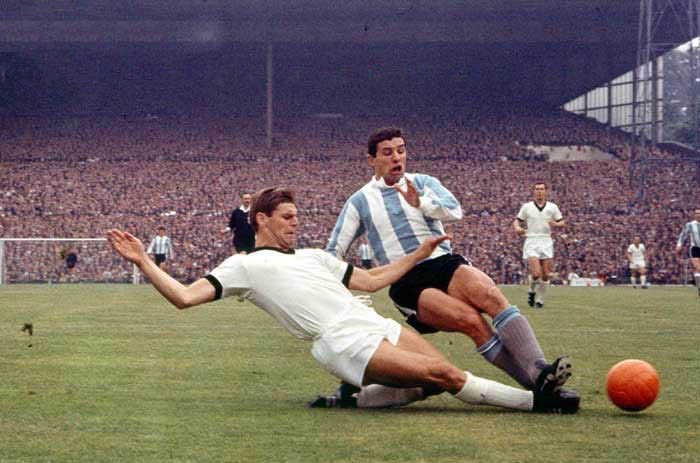
Un frangente della sfida tra Germania Ovest e Argentina al, edizione che vide i tedeschi finalisti.

Conclusasi con un quarto posto l'avventura al campionato mondiale del 1958 e raggiunti i quarti di finale in quello del 1962, Helmut Schön divenne allenatore della squadra nel 1964. Il cambio in panchina portò i suoi frutti, dato che al campionato mondiale del 1966 la Germania Ovest raggiunse la finale, trovandosi di fronte però l'Inghilterra padrona di casa a Wembley. Soltanto un gol all'ultimo minuto di Wolfgang Weber portò la situazione in pareggio e aprì lo scenario dei tempi supplementari, ma due gol di Geoff Hurst, che segnò una prestigiosa tripletta, coronarono campione l'Inghilterra per 4-2. Il primo gol nei supplementari di Hurst, soprannominato Wembley-Tor ("Wembley-gol") in Germania, è tuttavia entrato nella storia come uno dei gol più contestati e controversi di tutte le epoche: molti tedeschi credettero che il gol fosse stato regalato dall'arbitro per errore dei guardalinee e una ricerca dell'Università di Oxford, portata a termine nel 1995 usando un'analisi video al computer, determinò che effettivamente la palla non avrebbe oltrepassato la linea di porta. In ogni caso neanche il pareggio di Weber fu esente da polemiche, dato che il pallone prima dell'assist decisivo fu toccato con una mano dal suo compagno.
Nelle qualificazioni al successivo campionato d'Europa 1968 i tedeschi furono eliminati nel girone di qualificazione, dopo un pareggio per 0-0 sul campo dell'Albania il 17 dicembre 1967; a qualificarsi, nell'unico girone composto da tre squadre, fu la Jugoslavia, poi finalista di quell'edizione. Rimane questo l'unico caso di mancata qualificazione alla fase finale di un campionato europeo da parte della nazionale tedesca, non avendo essa preso parte alle due edizioni precedenti: il risultato di questa partita è noto in Germania come Schmach von Tirana ("Vergogna di Tirana").
Un'altra memorabile sconfitta tedesca ai supplementari avvenne nel campionato del mondo del 1970 in Messico, questa volta in semifinale contro l'Italia allo stadio Azteca di Città del Messico. La Germania vi arrivò vincendo il girone grazie ai successi contro Marocco, Bulgaria e Perù e superando ai quarti di finale l'Inghilterra, battuta per 3-2 dopo i tempi supplementari. Nella sfida contro gli italiani, Karl-Heinz Schnellinger pareggiò nei minuti di recupero del secondo tempo, fissando il risultato dei tempi regolamentari sull'1-1; durante i tempi supplementari entrambe le squadre passarono in vantaggio, prima la Germania con un gol di Gerd Müller, e Franz Beckenbauer rimase in campo con una spalla slogata ed il braccio disgiunto dal resto del corpo. L'Italia si impose per 4-3 in una delle partite più combattute e drammatiche mai disputate in un mondiale, la cui dimensione ha trasceso l'ambito prettamente sportivo, tanto da venire definita Jahrhundertspiel ("Partita del secolo") anche in Germania. La formazione allenata da Schön si dovette accontentare del terzo posto al mondiale, ottenuto con una vittoria di misura (1-0) sull'Uruguay nella finale per la terza piazza, mentre Gerd Müller si aggiudicò la classifica dei marcatori della competizione con 10 reti.

## Il secondo trionfo

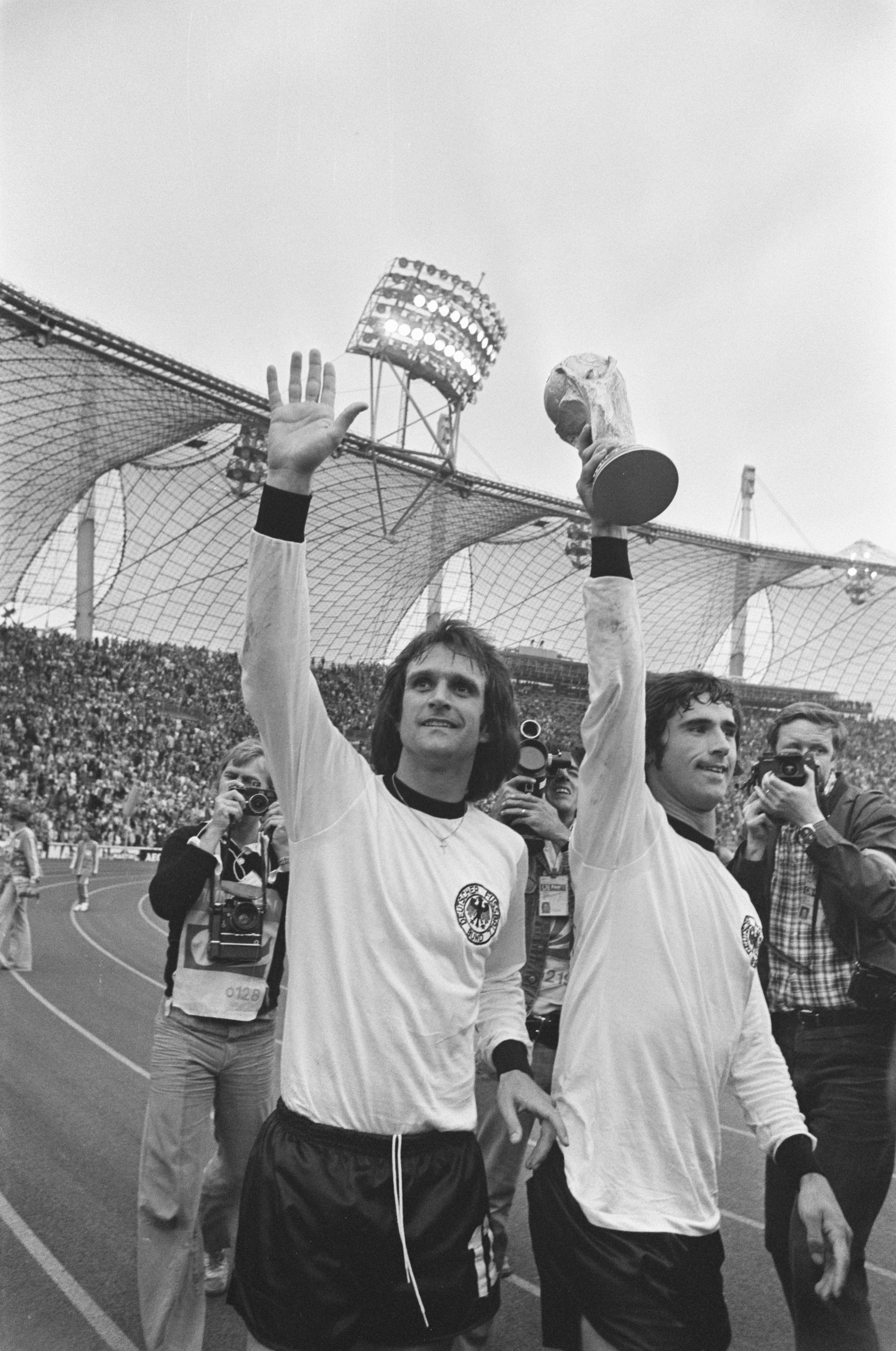
Overath e Müller sollevano la Coppa del Mondo vinta dalla Germania Ovest nel 1974.

Nel 1971 Franz Beckenbauer divenne capitano della Germania Ovest e la guidò alla conquista prima dell'europeo successivo e poi del mondiale disputato in casa.
Il primo successo tedesco del torneo continentale, nel 1972, si concretizzò con una vittoria netta per 3-0 sull'Unione Sovietica nella finale di Bruxelles, che suggellò la netta superiorità della squadra tedesca sulle altre. Durante il percorso di qualificazione, la Mannschaft si prese anche la soddisfazione di eliminare, nei quarti, l'Inghilterra, espugnando lo storico campo di Wembley per 3-1, e prendendosi così la rivincita per la finale persa sei anni prima proprio contro gli inglesi.
Due anni dopo, al campionato mondiale del 1974, fu il turno dei Paesi Bassi di Johan Cruyff, che perse per 2-1 contro i tedeschi nella finale disputata allo stadio Olimpico di Monaco di Baviera.
Una storica partita tra le due compagini tedesche si giocò ad Amburgo il 22 giugno del 1974, nella fase finale del mondiale di quell'anno; vinse la DDR 1-0 grazie ad un gol di Jürgen Sparwasser. Secondo molti la partita in oggetto fu combinata per consentire alle due selezioni il passaggio di turno, con reciproco vantaggio (la Ovest, perdendo, evitò il girone di ferro con Paesi Bassi, Brasile e Argentina).

## Dal 1974 al 1982: i successi e le finali perse
La Germania Ovest fallì poi nell'intento di difendere entrambi i titoli, continentale e mondiale. Prima si arrese alla Cecoslovacchia nella finale del campionato d'Europa 1976, anche se soltanto ai tiri di rigore (5-3 dopo che i tempi supplementari si conclusero sul 2-2). Questa è, ad oggi, l'unica sconfitta subita ai tiri di rigore dalla nazionale tedesca in una partita ufficiale. Poi, al campionato del mondo 1978, fu eliminata al secondo turno a gironi dopo una storica sconfitta per 2-3 con l'Austria. Schön si dimise da allenatore e fu sostituito da Jupp Derwall.

La Germania Ovest vincitrice del

La guida di Derwall iniziò molto bene, dato che la Germania Ovest vinse il campionato d'Europa 1980 in Italia, eliminando tra gli altri i Paesi Bassi nella fase a gironi e battendo poi il Belgio nella finale dello stadio Olimpico di Roma grazie a una doppietta di Hrubesch (2-1), ottenendo così il secondo titolo continentale.
Dal dicembre 1980 al gennaio 1981 la Germania partecipò al Mundialito, unica edizione del torneo voluto dalla FIFA e disputato in Uruguay dalle sei nazionali laureatesi campioni del mondo sino a quel momento (l'Inghilterra vi rinunciò e fu sostituita dai Paesi Bassi), in occasione del cinquantennale della prima edizione del mondiale. Inserita nel girone B insieme a Brasile e Argentina, la Nationalmannschaft perse ambo gli incontri, venendo eliminata al primo turno.
Dopo aver vinto l'europeo italiano, la squadra di Derwall raggiunse anche la finale del campionato del mondo 1982, ma non senza difficoltà. Battuta all'esordio (1-2) dalla debuttante Algeria, che passò alla storia quale prima selezione africana a cogliere una vittoria contro un'europea nella fase finale di un mondiale, la nazionale tedesca riuscì a superare il turno grazie all'1-0 contro l'Austria, che condannò gli stessi algerini e premiò le due squadre europee, per un "patto di non belligeranza" che fece chiacchierare molto e che indusse la FIFA a introdurre subito l'eliminazione diretta dopo la prima fase a gironi, a partire dall'edizione successiva del campionato del mondo. La Mannschaft superò anche il secondo turno, eliminando i padroni di casa della Spagna e la temibile Inghilterra, mentre nella semifinale contro la Francia rimontò da 1-3 a 3-3 nei supplementari, per poi vincere per 5-4 ai rigori, per la prima volta decisivi nella storia dei mondiali. Nella finale dello stadio Santiago Bernabéu di Madrid, tuttavia, fu battuta abbastanza agevolmente dall'Italia (3-1), che conseguì il suo terzo titolo mondiale.
Al campionato d'Europa 1984, i campioni in carica della Germania Ovest pareggiarono a reti bianche contro il Portogallo, poi batterono per 2-1 la Romania, ma il successo non fu sufficiente per il passaggio del turno: la sconfitta contro la Spagna all'ultima giornata (0-1) lasciò i tedeschi fuori dall'europeo.

## L'era di Beckenbauer CT: campioni del mondo 1990
Dopo l'eliminazione al primo turno dell'europeo francese, Franz Beckenbauer tornò in nazionale, stavolta da allenatore. Al campionato del mondo del 1986 la Germania Ovest approdò di nuovo in finale, per la seconda volta consecutiva in un mondiale, dopo aver eliminato di nuovo la Francia in semifinale, stavolta con un netto 2-0, ma non riuscì ad imporsi sull'Argentina di Diego Armando Maradona, che nella finale dello stadio Azteca di Città del Messico vinse per 3-2, ottenendo il suo secondo titolo mondiale.
Al campionato europeo del 1988 giocato in Germania, la squadra perse per 2-1 contro i Paesi Bassi in semifinale, poi vincitrice della competizione. Nel 1988 la selezione tedesca prese parte anche al Torneo Quattro Nazioni di Berlino, dove ottenne il terzo posto sconfiggendo l'Argentina.

L'undici della Germania Ovest sceso in campo nella vittoriosa finale del, che ha dato ai tedesco-occidentali il terzo titolo mondiale, nonché l'ultimo successo prima della riunificazione con la.

Al campionato mondiale del 1990, in Italia, la Germania Ovest raggiunse la finale per la terza volta consecutiva in un campionato del mondo e questa volta fu vincitrice. Capitanata da Lothar Matthäus, dopo aver battuto la Jugoslavia per 4-1, gli Emirati Arabi Uniti 5-1 e pareggiato 1-1 con la Colombia nel girone eliminatorio, sconfisse agli ottavi i Paesi Bassi per 2-1, ai quarti la Cecoslovacchia per 1-0 e in semifinale l'Inghilterra per 4-3 ai rigori dopo l'1-1 dei tempi supplementari, approdando alla finale dello stadio Olimpico di Roma, dove aveva vinto il titolo europeo dieci anni prima. Qui ritrovò l'Argentina di Diego Armando Maradona. Dopo un confronto molto duro (definito tra i più brutti della storia del calcio), la Germania Ovest vinse per 1-0 grazie a un dubbio calcio di rigore, trasformato in gol all'84' da Andreas Brehme. Beckenbauer, che già aveva vinto il titolo come capitano nel 1974, divenne così all'epoca il secondo sportivo (dopo Mário Zagallo, poi eguagliati dal solo Didier Deschamps) ad aver vinto il mondiale da giocatore, capitano e da allenatore; inoltre, con questo risultato, la Germania Ovest fu la prima nazionale europea a battere una nazionale sudamericana in finale (impresa che sarà ripetuta otto anni dopo dalla Francia contro il Brasile e di nuovo dalla Germania contro l'Argentina nel 2014).

## La nuova Germania unita e il titolo europeo del 1996
Dopo la vittoria nel 1990 Beckenbauer lasciò la panchina all'assistente Berti Vogts, mentre la caduta del Muro di Berlino e la riunificazione tedesca portarono alla fusione delle due nazionali in una nuova definitiva Germania. Il periodo di separazione lasciò uno scenario di prestigio per la nazione occidentale, dato che le vittorie di campionati mondiali e tornei europei fino al campionato mondiale di calcio 1990 furono appannaggio della Germania Ovest. La medaglia d'oro alla XXI Olimpiade di Montréal 1976 era stata vinta, invece, dalla Germania Est. Il grosso della nuova nazionale riunificata venne articolato sul gruppo di giocatori della ex Germania Ovest, pur con l'apporto di vari giocatori della Germania Est, come ad esempio Matthias Sammer, Thomas Doll e Ulf Kirsten.
La Germania Est mancò la qualificazione al mondiale di Italia 1990 per un solo punto perdendo per 3-0 l'ultima partita delle qualificazioni in casa dell'Austria il 15 novembre 1989, sei giorni dopo il crollo del Muro di Berlino. Con la caduta del muro e il percorso ormai avviato di riunificazione tedesca, la Germania Est avrebbe cessato di esistere come stato indipendente il 3 ottobre 1990, ma la sua nazionale fu comunque compresa nel sorteggio dei gironi di qualificazione al campionato d'Europa 1992, tenutosi il 2 febbraio 1990. L'urna inserì le rappresentative di Germania Ovest e Germania Est nello stesso gruppo, insieme a Galles, Belgio e Lussemburgo.
Dopo la caduta del muro la Germania Est avrebbe giocato solo 8 partite, di cui l'ultima a Bruxelles contro il Belgio, battuto per 2-0 il 12 settembre 1990. Quella disputata nella capitale belga avrebbe dovuto essere la prima partita delle qualificazioni al campionato europeo di Svezia, ma, in virtù della decisione del 23 agosto 1990 del Parlamento tedesco-orientale di ratificare la riunificazione con la Germania Ovest, la federazione calcistica della DDR si ritirò dalla competizione, ragion per cui la sfida con i belgi in programma di lì a qualche settimana fu declassata dalla UEFA a semplice amichevole. Il 3 ottobre 1990 avvenne ufficialmente la riunificazione della Germania.

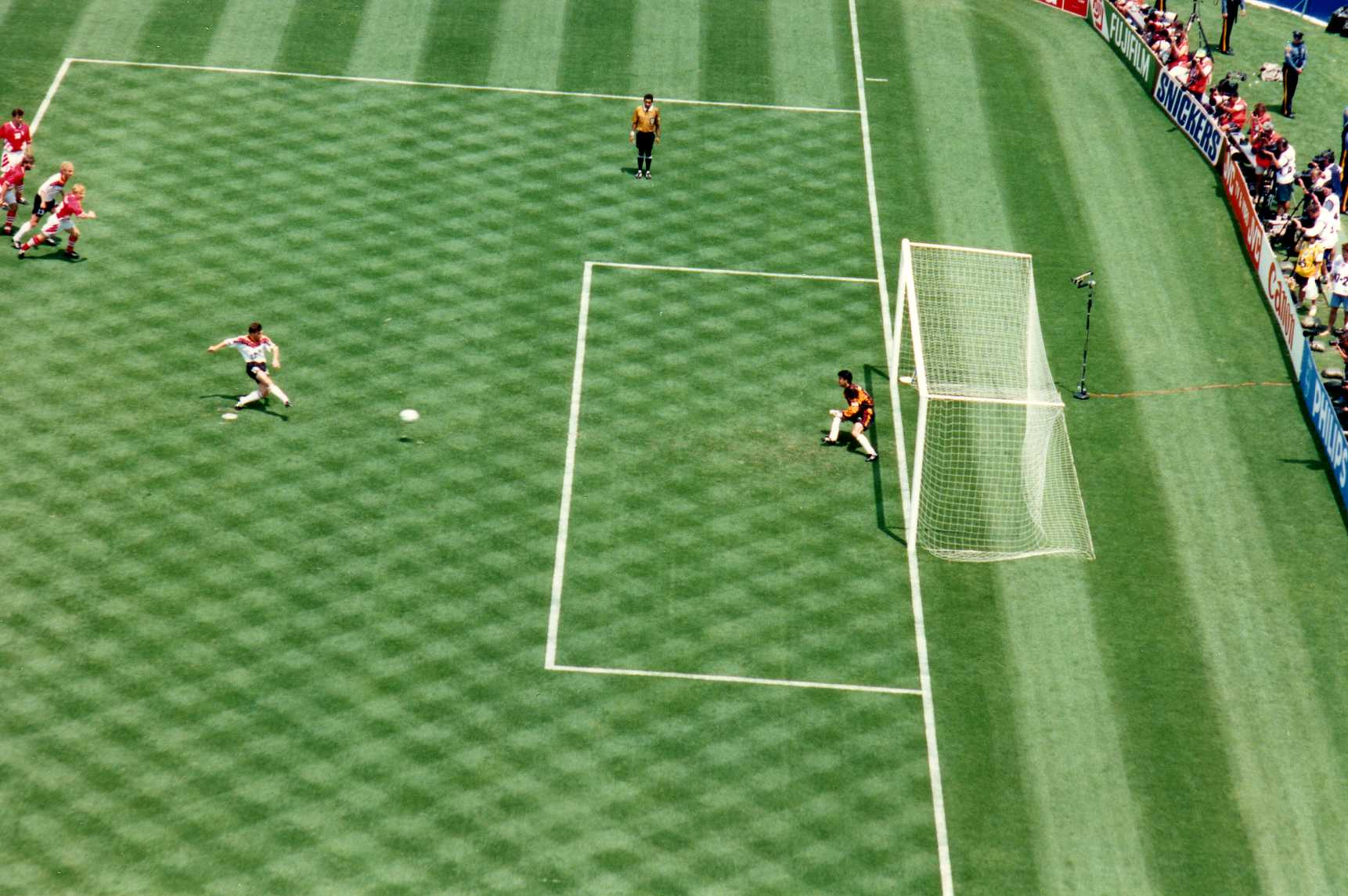
Lothar Matthäus a segno dal dischetto nel corso del

Il 31 ottobre 1990, nella prima gara di qualificazione all'europeo del 1992, la Germania Ovest batté per 3-2 in trasferta il Lussemburgo: fu l'ultima partita giocata dalla Germania Ovest. Il 19 dicembre 1990, al Neckarstadion di Stoccarda, la Germania disputò la prima partita come rappresentativa del paese riunificato, vincendo per 4-0 in amichevole contro la Svizzera; l'unico degli atleti della Germania Est a essere schierato come titolare fu Matthias Sammer, che durante l'esecuzione dell'inno della Repubblica Federale tenne lo sguardo basso e non si unì al coro.
La Germania unita tornò a disputare le eliminatorie del campionato europeo il 1º maggio 1991, battendo per 1-0 il Belgio al Niedersachsenstadion di Hannover in una gara di qualificazione al campionato d'Europa 1992. La qualificazione al campionato d'Europa fu ottenuta grazie al primo posto nel raggruppamento, frutto di 5 vittorie e una sola sconfitta in 6 partite, distanziando di un punto il Galles secondo.
La selezione tedesca, reduce dalla vittoria al mondiale italiano di due anni prima e arricchita da elementi di valore provenienti dalla scomparsa nazionale della Germania Est, si presentò dunque in Svezia da candidata principale alla vittoria finale. Dopo il pareggio ottenuto in extremis contro la Comunità degli Stati Indipendenti (1-1), i tedeschi batterono la Scozia per 2-0 e furono sconfitti per 3-1 dai Paesi Bassi, qualificandosi comunque al turno successivo grazie al secondo posto nel girone. In semifinale riuscirono ad avere la meglio sulla Svezia padrona di casa, battendola per 3-2. Malgrado la squadra di Vogts avesse dalla propria i favori del pronostico, la finale di Stoccolma riservò una grande sorpresa: la Germania perse per 2-0 contro la sorprendente Danimarca, che, dopo aver mancato la qualificazione all'europeo, era stata chiamata a partecipare alla competizione all'ultimo momento, in sostituzione della squalificata Jugoslavia. Nel 1993 la Germania vinse la US Cup sopravanzando, con 7 punti, il Brasile, seguito da Stati Uniti e Inghilterra.

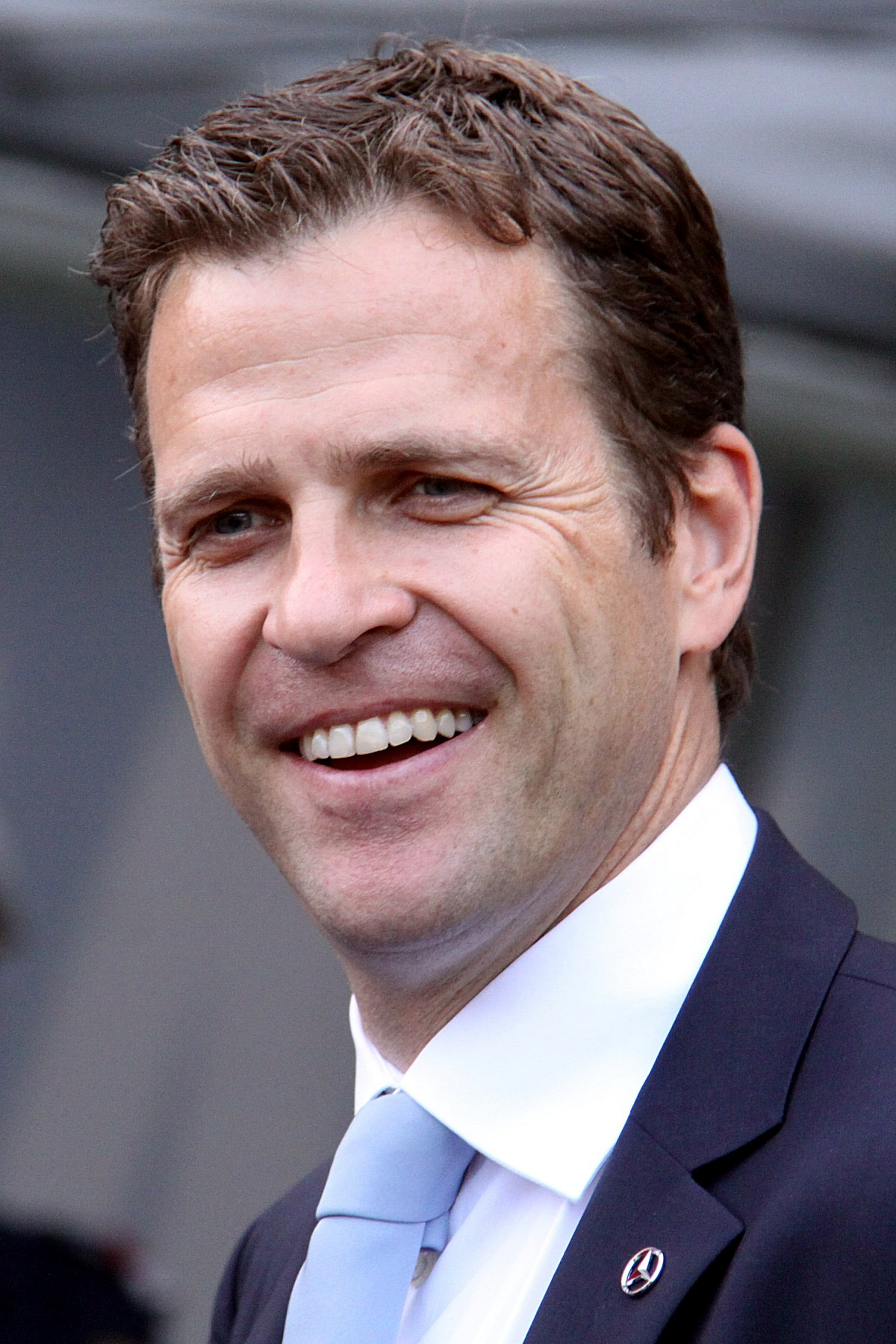
Oliver Bierhoff decise con due gol (tra cui il primo golden goal della storia dell'europeo) la finale del tra Germania e

Ammessa di diritto alla fase finale del campionato del mondo 1994 negli Stati Uniti in quanto campione del mondo in carica, la Germania era rimasta pressoché invariata rispetto al 1990: Lothar Matthäus capitanava una squadra di talenti che annoverava, tra gli altri, Jürgen Klinsmann, Andreas Brehme, Rudi Völler e Bodo Illgner. All'esordio, a Chicago contro la Bolivia, la compagine tedesca vinse per 1-0, poi pareggiò per 1-1 la difficile partita contro la Spagna, sempre a Chicago. Spostatasi a Dallas per disputare la partita contro la Corea del Sud, in un clima rovente (35 °C) vinse per 3-2 grazie ad una doppietta di Klinsmann, pur subendo due gol nel secondo tempo. A minare la tranquillità della squadra, qualificatasi agli ottavi di finale come prima nel girone, fu il dito medio di Stefan Effenberg all'indirizzo dei tifosi al momento dell'uscita dal campo, al 75º minuto di gioco. A tal proposito il CT Vogts e la federazione si espressero in termini durissimi e decisero di sospendere il calciatore, rispedendolo immediatamente in patria. Agli ottavi di finale, a Chicago, la Germania ebbe la meglio sul Belgio battendolo per 3-2, con una doppietta di Völler realizzata nel primo tempo. Ai quarti di finale, al Giants Stadium di New York, un gol su calcio di rigore di Matthäus dopo appena due minuti di gioco parve indirizzare la qualificazione verso la nazionale tedesca, ma la Bulgaria non si perse d'animo e prima pervenne al pareggio con Hristo Stoičkov al 75º minuto e poi con Jordan Lečkov mise a tappeto i favoriti avversari al 78º minuto.
Vogts fu aspramente criticato per la bruciante eliminazione contro i bulgari, ma rimase in sella per le eliminatorie del campionato d'Europa 1996, il primo con una fase finale a sedici squadre, in programma in Inghilterra. La Germania vinse il girone di qualificazione con 8 vittorie, un pareggio e una sconfitta, sopravanzando Bulgaria (qualificatasi con i tedeschi), Georgia, Moldavia, Galles e Albania. Il sorteggio della fase finale mise i tedeschi in un insidioso girone, con Italia, Rep. Ceca e Russia. Vinta la partita d'esordio contro i cechi (2-0), la Germania batté la Russia con un netto 3-0 e si presentò alla sfida contro l'Italia con due risultati su tre a disposizione per qualificarsi al turno seguente. Gli azzurri, sconfitti dai cechi dopo il vittorioso esordio con i russi e dunque obbligati alla vittoria, sprecarono varie occasioni da gol e fallirono anche un calcio di rigore con Gianfranco Zola: lo 0-0 finale qualificò l'undici di Vogts ed eliminò la squadra di Arrigo Sacchi. Ai quarti di finale, contro la Croazia, la Germania si impose per 2-1, mentre in semifinale superò la temibile Inghilterra, padrona di casa, per 6-5 ai tiri di rigore dopo l'1-1 dei tempi supplementari. Il 30 giugno 1996, a Wembley, si trovò di fronte la sorpresa del torneo, la Repubblica Ceca, già affrontata e battuta qualche giorno prima nel girone. Al 58º minuto di gioco, una rete di Patrik Berger su calcio di rigore portò i cechi in vantaggio, ma Oliver Bierhoff pareggiò dopo un quarto d'ora. La sfida si prolungò, così, ai tempi supplementari e fu decisa dal primo golden goal nella storia dell'europeo, quello dello stesso Bierhoff, siglato al 5° del primo tempo supplementare. La partita si chiuse dunque immediatamente dopo la rete del centravanti dell'Udinese: per i tedeschi fu il terzo titolo europeo; il difensore Matthias Sammer fu eletto miglior calciatore della competizione e avrebbe vinto qualche mese dopo l'ambito Pallone d'oro.

## La crisi e la finale mondiale persa nel 2002

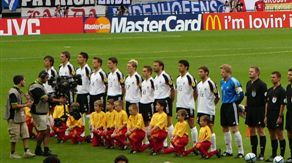
La nazionale tedesca schierata per l'inno durante un match del

Dopo la vittoria all'europeo del 1996, per la Germania iniziò un periodo di declino. La qualificazione al campionato del mondo 1998 in Francia fu ottenuta non senza patemi. L'11 ottobre 1997, nell'ultima giornata delle eliminatorie, ad Hannover, la Germania cercava il punto che le avrebbe assicurato di qualificarsi direttamente per il mondiale francese evitando i play-off. L'avversaria era l'Albania ultima nel girone, che riuscì a resistere agli attacchi tedeschi e passò clamorosamente in vantaggio al decimo della ripresa grazie ad un'autorete in acrobazia di Jürgen Kohler. I tedeschi rimontarono con Thomas Helmer e Oliver Bierhoff portandosi sul 2-1, ma all'ottantesimo subirono il gol del pari di Igli Tare, che diede il via al convulso finale di partita. Al gol tedesco di Olaf Marschall replicò Rudi Vata, prima del definitivo 4-3 di Bierhoff al secondo minuto di recupero.
Nel girone di fase finale del mondiale i tedeschi furono contrapposti a Jugoslavia, Stati Uniti e Iran. Alla vittoria per 2-0 contro gli statunitensi seguirono il pareggio in rimonta per 2-2 (dall'iniziale svantaggio per 0-2) contro gli jugoslavi e il 2-0 contro gli iraniani. L'impresa contro gli jugoslavi fu oscurata dagli episodi di violenza di cui si macchiarono i naziskin tedeschi a Lens: il poliziotto francese Daniel Nivel rimase gravemente ferito e fu valutata l'esclusione della Germania dal torneo. La squadra di Vogts eliminò agli ottavi di finale (2-1) il Messico, ma ai quarti di finale fu travolta per 3-0 dalla Croazia ed eliminata. Per la Germania fu la sconfitta più larga in una fase finale dei mondiali dopo il 3-6 contro la Francia patito al mondiale di Svezia 1958. Quella contro i croati fu l'ultima partita per una generazione di nazionali tedeschi capitanata da Lothar Matthäus, che stabilì in Francia il primato di partite disputate in Coppa del mondo (25) e il record, condiviso con i messicani Antonio Carbajal e Rafael Márquez e l'italiano Gianluigi Buffon, di partecipazioni alla fase finale del torneo (5).
Malgrado la brutta eliminazione subita al mondiale, Vogts rimase inizialmente in carica e tentò di ringiovanire la nazionale, ma non riuscì a convincere in due partite amichevoli contro le selezioni di Malta e Romania del settembre 1998 e così si dimise. La panchina della Mannschaft fu assegnata a Paul Breitner, ma a causa di divergenze sorte con il presidente federale Egidius Braun e ai malumori di alcuni dirigenti federali circa la sua nomina, l'ipotesi sfumò nel giro di 17 ore. Il posto di Vogts fu, dunque, preso da Erich Ribbeck: già vice di Jupp Derwall dal 1978 al 1984, egli divenne, all'età di 61 anni, il più vecchio CT della nazionale tedesca. La prima decisione del nuovo CT fu quella di convincere Lothar Matthäus a rimanere in nazionale nonostante la sua età avanzata.
La tendenza negativa proseguì, per la nazionale tedesca, nei mesi successivi. Nella prima partita di qualificazione al campionato europeo del 2000, il 10 ottobre 1998, la Germania fu battuta per 1-0 a Bursa dalla Turchia.
La Germania disputò poi, in qualità di campione d'Europa in carica, la Confederations Cup del 1999 in Messico. Lo scarso interesse della federazione tedesca per il torneo trovò riscontro nella insufficiente preparazione atletica dei calciatori e nell'impiego di numerose seconde linee. La Germania uscì, infatti, già dopo la fase a gironi: alla vittoria per 2-0 contro la Nuova Zelanda fecero seguito le perentorie sconfitte contro Brasile (0-4) e Stati Uniti (0-2). Dal 1948 la selezione tedesca non era eliminata da un torneo ufficiale al primo turno.
Con sei vittorie e un pareggio nelle restanti sette partite di qualificazione successive alla sconfitta in Turchia, la Germania si qualificò poi all'europeo di Belgio-Paesi Bassi 2000 grazie al primo posto nel proprio girone, ottenuto mettendosi dietro Turchia, Finlandia, Irlanda del Nord e Moldavia. Nella fase finale, però, non vinse neanche una partita e fu eliminata già al termine delle partite del girone. Pareggiato l'esordio contro la Romania (1-1), perse di misura (1-0) contro l'Inghilterra e si presentò alla gara decisiva, contro un Portogallo già qualificato e in campo con le riserve, con la necessità di vincere, sperando in un contemporaneo pareggio dei rumeni contro l'Inghilterra. La squadra tedesca fu, tuttavia, sconfitta per 3-0, lasciando mestamente l'europeo. Con la sconfitta contro il Portogallo si chiuse anche la carriera ultraventennale di Lothar Matthäus in nazionale.
Rudi Völler rimpiazzò il dimissionario Ribbeck, prima come soluzione temporanea, poi definitivamente dato che il suo successore designato, Christoph Daum, fu coinvolto in uno scandalo di droga.
Pur avendo faticato nella fase di qualificazione, i tedeschi si risollevarono al campionato del mondo del 2002. Per la prima volta nella sua storia la compagine tedesca si era qualificata alla fase finale di un mondiale passando per i play-off. Nel girone di qualificazione era giunta, infatti, seconda a pari punti con l'Inghilterra (17), ma in svantaggio negli scontri diretti (1-0 per i tedeschi a Londra, 5-1 per l'Inghilterra a Monaco di Baviera), non essendo riuscita a battere in casa la Finlandia (0-0 il risultato) all'ultima giornata delle eliminatorie. Costretta a spareggiare contro l'Ucraina, la Mannschaft ebbe la meglio vincendo per 4-1 a Dortmund dopo l'1-1 dell'andata a Kiev, ma le aspettative per la campagna di Giappone e Corea del Sud non erano elevate. Ciononostante, ispirati dal regista Michael Ballack e dai gol di Miroslav Klose, i tedeschi sovvertirono gli sfavorevoli pronostici della vigilia. All'esordio contro l'Arabia Saudita ottennero un larghissimo successo per 8-0, poi pareggiarono per 1-1 contro l'Irlanda e batterono per 2-0 il Camerun, chiudendo il girone al primo posto. Nei confronti diretti, con una striscia di 1-0 contro Paraguay, Stati Uniti (molto contestato per un rigore non concesso agli avversari per un fallo di mano di Torsten Frings sulla linea di porta) e Corea del Sud, i tedeschi raggiunsero la finale contro il Brasile, che affrontarono per la prima volta in un mondiale. Senza la stella Ballack, squalificato, la Germania capitolò per 2-0, a causa di una doppietta di Ronaldo. Il portiere tedesco Oliver Kahn vinse il premio come miglior giocatore del torneo, prima volta per un estremo difensore.
Al campionato europeo del 2004 la nazionale tedesca non vinse alcuna gara, in un girone con Paesi Bassi, Rep. Ceca e Lettonia. Dopo l'1-1 contro l'Olanda, la Germania pareggiò a reti bianche contro i lettoni e nell'ultima partita perse per 2-1 contro i cechi già qualificati, che per l'occasione avevano schierato le riserve. Völler si dimise e la DFB dovette cercare il terzo commissario tecnico in nemmeno sei anni, contro i sei avuti nei settantacinque anni precedenti.

## L'era Klinsmann e il ritorno ai vertici

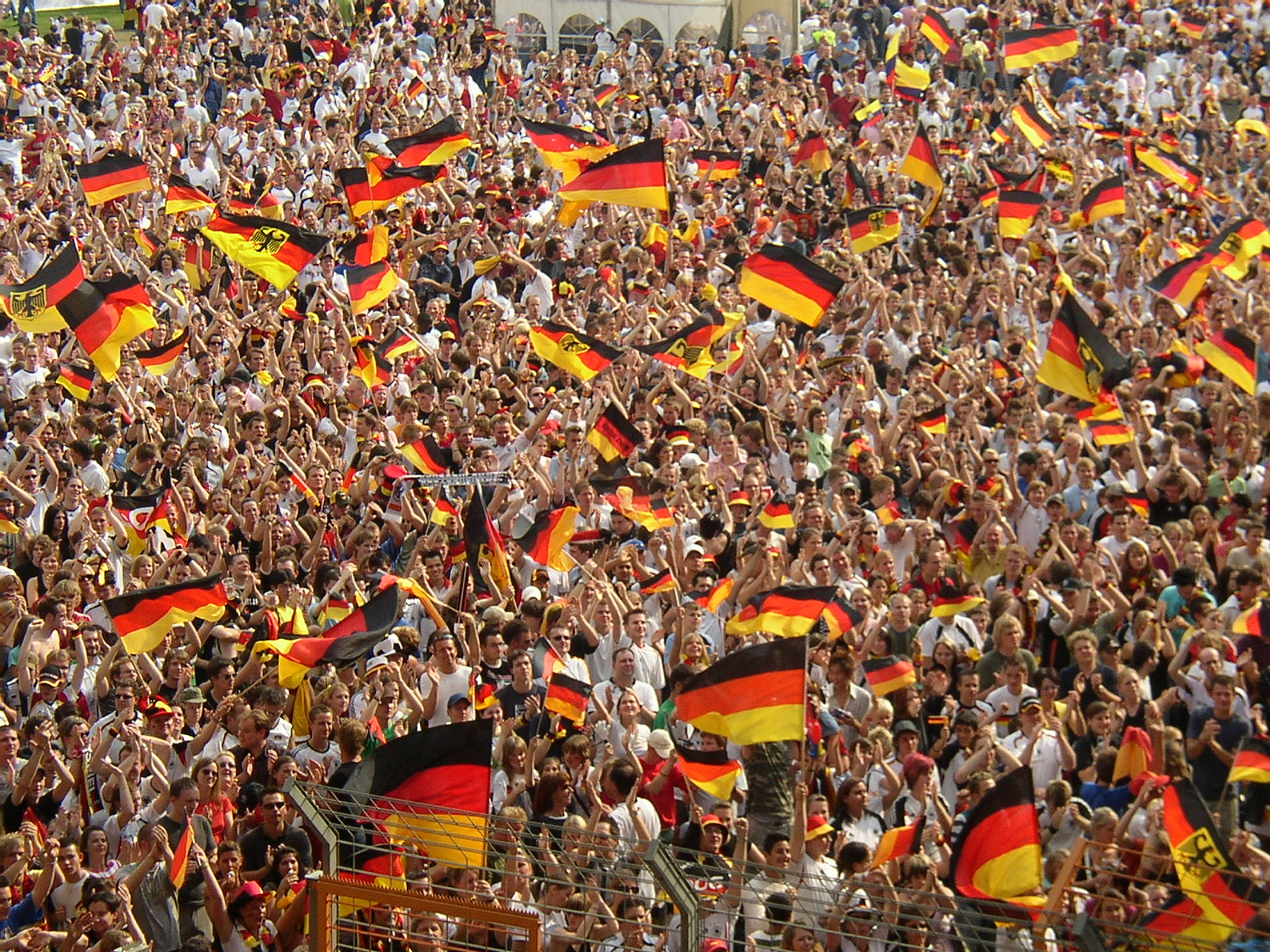
Bandiere tedesche a Bochum per assistere a Germania- (20 giugno 2006).

Nel luglio 2004 la DFB assegnò la panchina della nazionale all'ex centravanti Jürgen Klinsmann, al suo esordio come allenatore, in vista del campionato del mondo 2006, da disputare in casa. Il nuovo CT diede fiducia a promesse quali Bastian Schweinsteiger, Lukas Podolski e Philipp Lahm con l'intenzione di costruire una squadra giovane, in grado di produrre un calcio offensivo e divertente per il pubblico. In porta preferì Jens Lehmann alla bandiera Oliver Kahn.
Esentata - a norma di regolamento - dalle qualificazioni per il mondiale, la Mannschaft disputò per alcuni mesi solo amichevoli. Il primo banco di prova della gestione Klinsmann fu la Confederations Cup 2005, ospitata in casa nel mese di giugno. Dopo aver superato il girone battendo Australia (4-3 con gol di Mertesacker, Podolski, Kurányi e Ballack), Tunisia (3-0, gol di Ballack, Hanke e Schweinsteiger) e pareggiato contro l'Argentina (2-2, gol di Asamoah e Kurányi), la Germania perse la semifinale contro il Brasile (2-3, gol di Podolski e Ballack), ma si consolò aggiudicandosi il terzo posto grazie al successo contro il Messico (4-3 dopo i tempi supplementari, con gol di Podolski, Schweinsteiger, Huth e Ballack). Il buon risultato ottenuto nella Confederations Cup fece ben sperare in vista del mondiale casalingo dell'anno successivo, anche se nelle amichevoli seguenti ci furono anche alcuni passi falsi: sconfitte esterne contro Slovacchia il 3 settembre, Turchia l'8 ottobre 2005 e Italia (4-1) a Firenze il 1º marzo 2006.
Inseriti nel girone A del mondiale 2006 in qualità di organizzatori del torneo, i tedeschi si qualificarono per gli ottavi di finale da primi in classifica a punteggio pieno. Nel girone sconfissero infatti la Costa Rica per 4-2, la Polonia per 1-0 e l'Ecuador per 3-0. Nella fase a eliminazione diretta eliminarono poi la Svezia (battuta per 2-0 con doppietta di Podolski) e l'Argentina (superata ai tiri di rigore dopo aver chiuso sull'1-1 i tempi supplementari, con gol del pareggio segnato da Klose a dieci minuti dalla fine dei tempi regolamentari e due rigori della serie parati da Lehmann). In semifinale vennero tuttavia sconfitti dall'Italia, che trovò i gol risolutivi a pochi minuti dalla conclusione dei supplementari (0-2). I tedeschi chiusero quindi la manifestazione casalinga al terzo posto, sconfiggendo il Portogallo per 3-1 (doppietta di Schweinsteiger e autorete di Petit).

## La lunga era Löw: campioni del mondo 2014

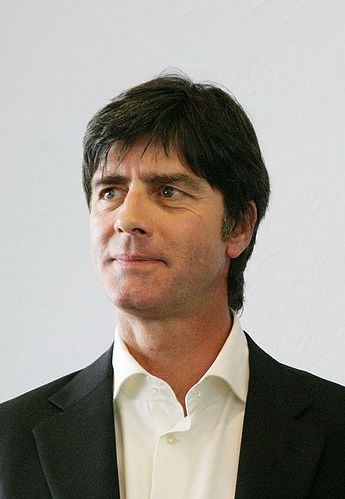
Joachim Löw, commissario tecnico della nazionale tedesca dal 2006 al 2021, ha conquistato il titolo mondiale nel 2014

Il 12 luglio 2006 Klinsmann lasciò la guida della nazionale e fu sostituito dal suo vice, Joachim Löw. Il girone di qualificazione al campionato d'Europa 2008 dei tedeschi fu assai abbordabile: l'unica rivale di peso fu la Rep. Ceca, per altro orfana delle sue stelle più rappresentative, che avevano scelto di lasciare la nazionale. Il nuovo commissario tecnico esordì con tre vittorie consecutive in altrettante partite ufficiali valevoli per le qualificazioni a Euro 2008, contro Irlanda, San Marino e Slovacchia. Il successo contro i sammarinesi (13-0 il 6 settembre 2006) è la vittoria con maggior scarto ottenuta dalla nazionale tedesca in trasferta e la peggiore sconfitta di San Marino nella sua storia; il precedente primato dei tedeschi apparteneva ad un 9-1 inflitto in trasferta al Lussemburgo nel 1934. Il successo contro i diretti avversari, i cechi, portò la Germania al primo posto, poi alcuni pareggi dei rivali consentirono alla squadra di Löw di mantenere il primato. Il 13 ottobre 2007 la nazionale tedesca si qualificò con largo anticipo al campionato d'Europa 2008, ma nell'ultima partita fu scavalcata dalla Repubblica Ceca, dopo la sconfitta nel secondo scontro diretto.
Alla fase finale di Euro 2008 la Germania si confermò tra le migliori nazionali al mondo. Classificatasi seconda nel gruppo B, battendo la Polonia (2-0), perdendo contro la Croazia (2-1) e battendo l'Austria padrona di casa per 1-0, ai quarti di finale, contro il temibile Portogallo, tra le favorite per la vittoria finale, la Germania ebbe buon gioco imponendosi per 3-2, dopo essere stata in vantaggio per 2-0 e 3-1. In semifinale eliminò la Turchia sconfiggendola per 3-2 in una partita rivelatasi combattuta, malgrado gli infortuni e le squalifiche avessero decimato i turchi. Il gol di Philipp Lahm, realizzato a un minuto dalla fine, permise alla Germania di accedere per la sesta volta ad una finale del campionato europeo di calcio, dove la nazionale tedesca fu sconfitta dalla Spagna per 1-0.

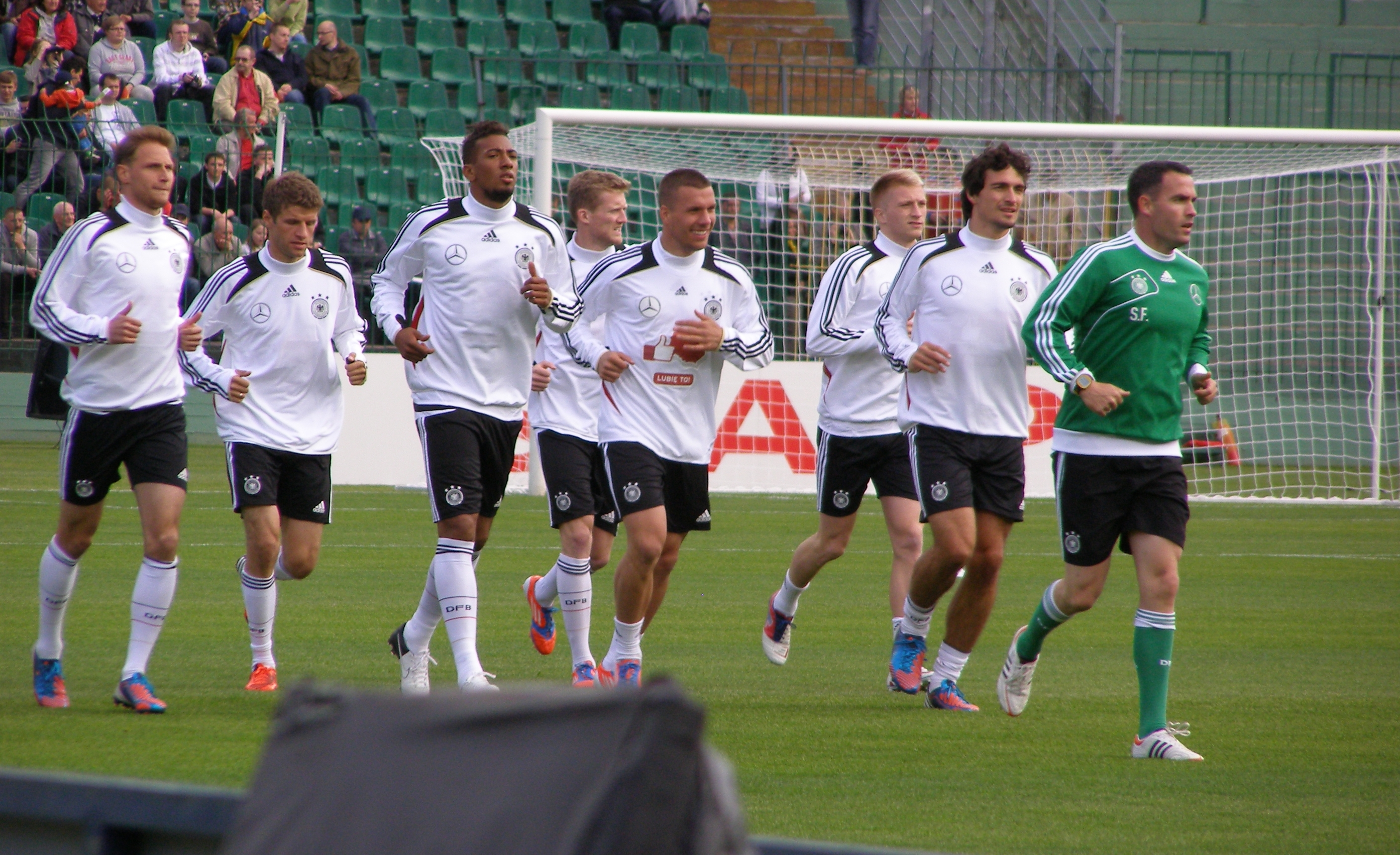
La Germania in allenamento nel corso del, edizione che vide i tedeschi semifinalisti.

Qualificatasi al campionato mondiale di calcio 2010 dopo aver superato Liechtenstein, Finlandia, Russia, Galles ed Azerbaigian, sue avversarie nel gruppo di qualificazione, la Germania fu inserita nel gruppo D con Serbia, Ghana ed Australia. All'esordio, il 13 giugno a Durban contro l'Australia, la giovane Germania, priva dell'infortunato Ballack, caratterizzata dalla più bassa età media del torneo e da una rosa multietnica, vinse brillantemente per 4-0, ma il buon avvio fu seguito dall'imprevista sconfitta per 1-0 contro la Serbia. La vittoria nella terza giornata, per 1-0 contro il Ghana, consentì ai tedeschi di qualificarsi agli ottavi di finale come primi del girone. Qui affrontarono l'Inghilterra, giunta seconda nel gruppo C, e la batterono per 4-1. La partita è ricordata anche per il gol regolare non assegnato agli inglesi sul punteggio di 2-1. Nei quarti la Germania si impose, come quattro anni prima, sulla quotata Argentina, battendola per 4-0 grazie al gol in avvio di Thomas Müller, alla doppietta di Miroslav Klose e al primo gol in nazionale del difensore Arne Friedrich. In semifinale i tedeschi furono sconfitti 1-0 dalla Spagna, poi campione, non riuscendo quindi a vendicare la sconfitta di due anni prima nella finale all'europeo. Fu la seconda eliminazione consecutiva in semifinale ad un mondiale per i tedeschi. La Germania giocò, dunque, la finale per il terzo posto contro l'Uruguay e vinse per 3-2 con i gol di Müller, Jansen, Khedira confermandosi terza al mondiale, come quattro anni prima, quando i tedeschi giocavano in casa.
Qualificatasi per il campionato europeo del 2012 con 10 vittorie in altrettanti incontri del girone eliminatorio, in Polonia e Ucraina la squadra di Löw, capitanata da Philipp Lahm e compagine dall'età media più bassa del torneo, vinse tutte le sfide del girone, con Paesi Bassi, Portogallo e Danimarca. Eliminò ai quarti di finale la Grecia, che, dopo aver segnato il gol dell'1-1, capitolò per 4-2. Affrontò poi l'Italia, che si confermò ancora una volta "bestia nera" per i tedeschi nei tornei ufficiali. Gli azzurri vinsero per 2-1 (Mesut Özil segnò su rigore a tempo ormai scaduto) e la Germania fu eliminata dall'europeo in semifinale.

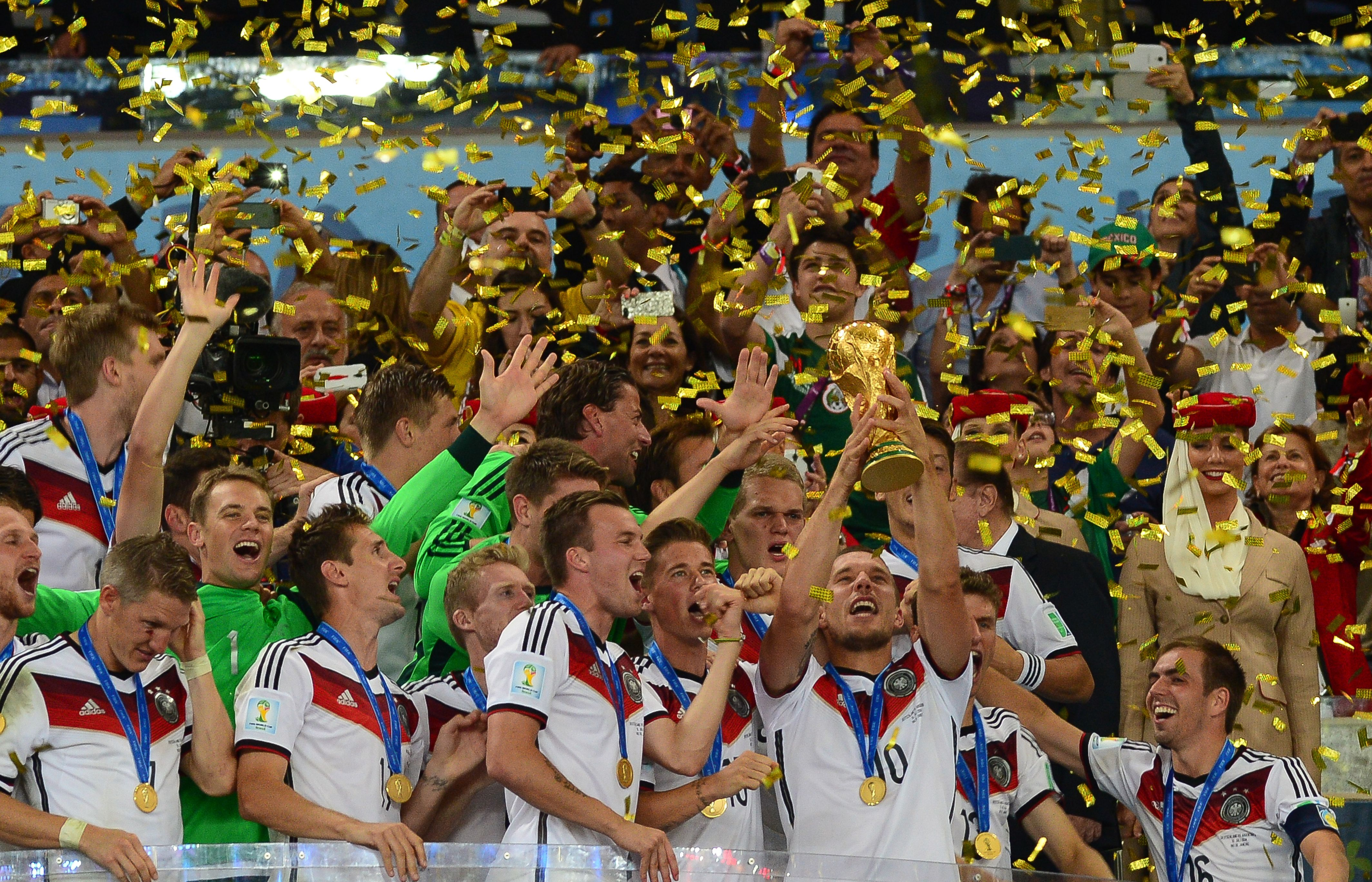
La Germania vittoriosa al

La squadra tedesca si qualificò poi al mondiali del 2014 vincendo il proprio girone con 28 punti. Nella rassegna mondiale superò il girone grazie alle vittorie su Portogallo e Stati Uniti e al pareggio contro il Ghana. Agli ottavi di finale batté dopo i supplementari l'Algeria per 2-1 e ai quarti di finale sconfisse la Francia per 1-0 grazie a un gol di Mats Hummels. In semifinale la squadra tedesca affrontò i padroni di casa del Brasile e li sconfisse con il punteggio record di 7-1, infliggendo ai brasiliani la più pesante sconfitta della storia della nazionale verdeoro. L'ultimo ostacolo verso la vittoria fu l'Argentina di Lionel Messi. Dopo che i tempi regolamentari si chiusero sul risultato di 0-0, un gol di Götze segnato al 113º minuto di gioco consegnò la vittoria e il quarto titolo mondiale della sua storia alla Germania.
Dopo il mondiale lasciarono la nazionale Philipp Lahm, Per Mertesacker e Miroslav Klose. L'inizio delle qualificazioni al campionato d'Europa 2016 non fu dei migliori. Dopo la vittoria casalinga per 2-1 contro la Scozia, la Germania perse per la prima volta nella storia contro la Polonia (2-0 a Varsavia) e pareggiò per 1-1 contro l'Irlanda. Vinse poi contro Gibilterra (4-0) e concluse l'anno battendo per 1-0 i campioni d'Europa della Spagna. Malgrado la sconfitta patita nell'ottobre 2015 a Dublino (1-0) alla penultima giornata, battendo per 2-1 la Georgia a Lipsia all'ultima giornata i tedeschi si qualificarono alla fase finale dell'europeo come primi classificati nel girone con 22 punti, frutto di 7 vittorie, un pareggio e 2 sconfitte.
Nel marzo 2016, in preparazione all'europeo in programma in Francia, la Germania affrontò in amichevole l'Inghilterra, con cui perse per 3-2 dopo aver sprecato un vantaggio di due gol, e l'Italia, sconfitta per 4-1. Per la prima volta dopo 21 anni la Germania riuscì a battere gli azzurri. Il 29 maggio perse per 3-1 in casa l'amichevole contro la Slovacchia.

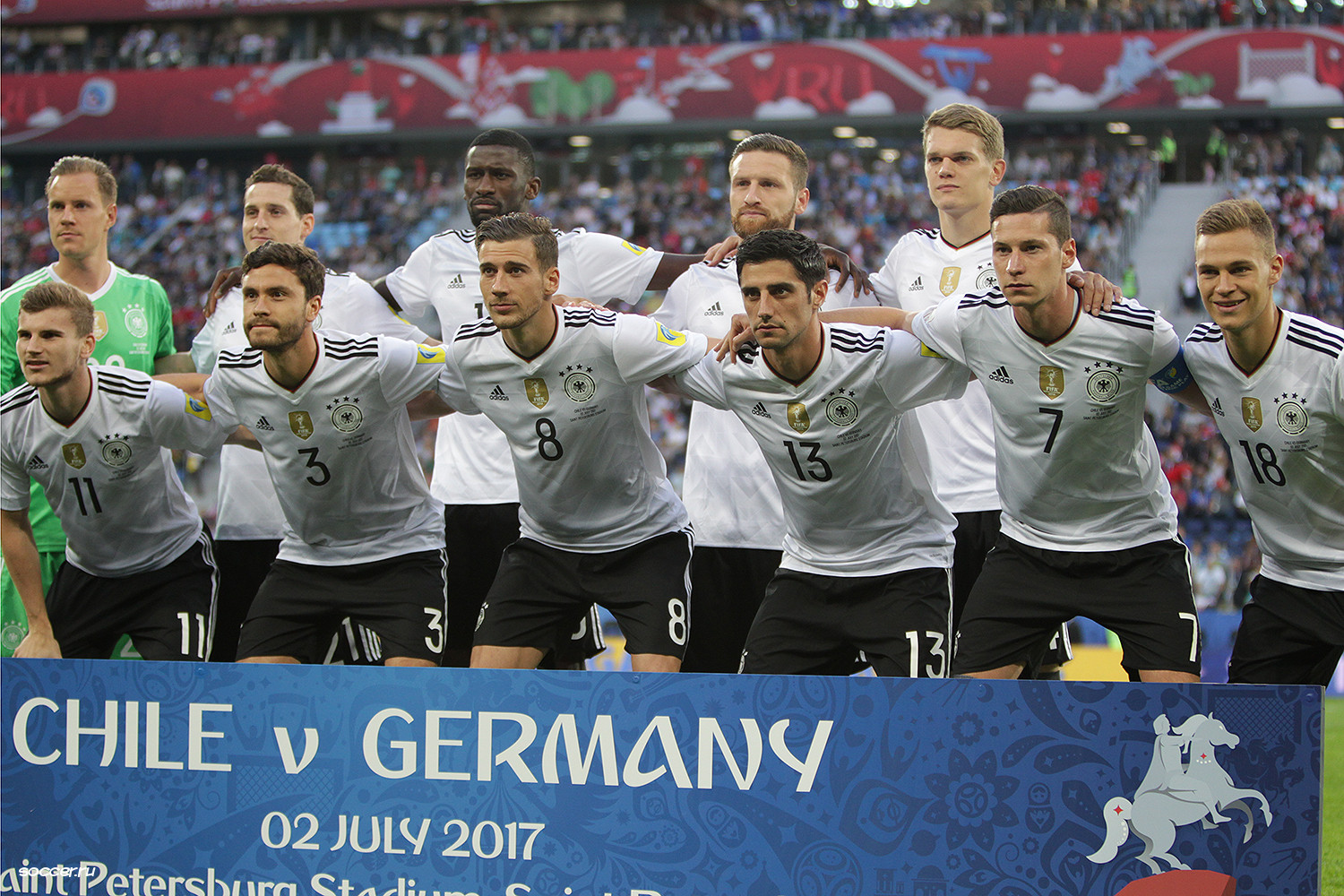
La Germania vincitrice della FIFA Confederations Cup 2017

Il 12 giugno 2016 iniziò l'europeo per la Germania, che esordì nel torneo battendo per 2-0 l'Ucraina (partita nella quale, peraltro, la Germania sfiorò un clamoroso autogol per una sfortunata deviazione di Jérôme Boateng, che salvò la porta di Manuel Neuer sulla linea). Nella seconda sfida la squadra di Löw affrontò la Polonia, avversaria già nel girone di qualificazione. La partita finì a reti bianche. La Germania concluse il proprio girone con la vittoria per 1-0 ai danni del Irlanda del Nord. Superata agevolmente la Slovacchia per 3-0 negli ottavi di finale (reti di Boateng, Draxler e Gomez), la Germania ritrovò l'Italia, sua storica rivale, ai quarti di finale e per la prima volta la estromise da una grande competizione internazionale in una partita a eliminazione diretta, anche se solo ai tiri di rigore (6-5 dopo che i tempi supplementari si erano conclusi sul punteggio di 1-1, frutto del gol di Mesut Özil e del rigore trasformato in rete da Leonardo Bonucci). Il percorso dei tedeschi verso la Coppa d'Europa si arrestò, come quattro anni prima, in semifinale, a causa della sconfitta per 2-0 contro i padroni di casa della Francia (doppietta di Antoine Griezmann). Dopo il campionato europeo lasciarono la nazionale tedesca anche Bastian Schweinsteiger e Lukas Podolski.
Nel giugno 2017 la Germania tornò a disputare, dopo 12 anni, la Confederations Cup, presentandosi in Russia da campione del mondo in carica. Löw optò per una rosa composta da molti giovani e giocatori da rodare in vista del mondiale di Russia 2018. Superato il girone di prima fase come prima classificata grazie a due vittorie (3-2 al debutto contro l'Australia inframmezzate da un pareggio (1-1 contro il Cile), batté in semifinale il Messico (4-1), approdando per la prima volta alla finale della competizione. Sconfiggendo per 1-0 il Cile allo stadio Krestovskij di San Pietroburgo si aggiudicò il trofeo per la prima volta. Tre giocatori tedeschi, Leon Goretzka, Lars Stindl e Timo Werner, furono capocannonieri della manifestazione con 3 gol ciascuno.

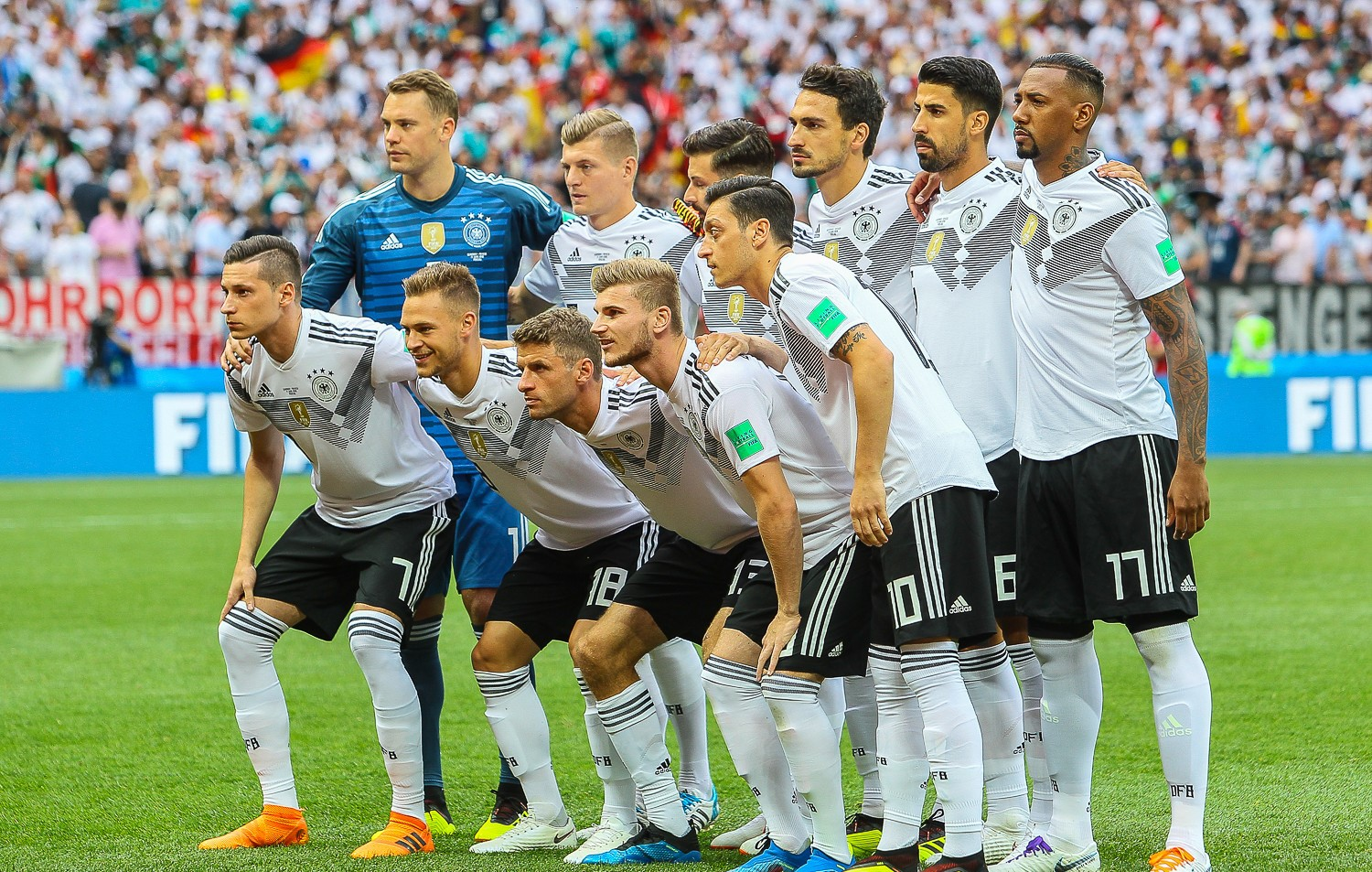
Una formazione tedesca al

La Germania conseguì una brillante qualificazione al mondiale 2018, grazie al primo posto nel girone di qualificazione e ad un percorso netto: 10 vittorie in 10 incontri disputati, nel gruppo comprendente anche Irlanda del Nord, Rep. Ceca, Norvegia, Azerbaigian e San Marino. Di diverso tenore fu, però, il cammino nella fase finale del mondiale: per la prima volta nella storia, la Germania fu eliminata al girone di primo turno della fase finale di un campionato del mondo. Dopo la sconfitta per 1-0 all'esordio contro il Messico, nella successiva sfida contro la Svezia i tedeschi passarono in svantaggio, mettendo a rischio la propria permanenza nel torneo, ma pareggiarono nella ripresa e ottennero una sofferta vittoria in rimonta (2-1) nei minuti di recupero del secondo tempo. Nell'ultima partita, contro una Corea del Sud ancora in corsa per una difficile qualificazione, la Germania non riuscì a sbloccare il risultato, mentre in contemporanea la Svezia si portò sul 3-0 contro il Messico; i tedeschi, obbligati a quel punto alla vittoria, si proiettarono all'attacco alla ricerca del gol risolutivo, ma subirono al 92º minuto il gol di Kim Young-Gwon, convalidato dal VAR (dopo un'errata segnalazione di un fuorigioco), e al 96° il raddoppio sudcoreano segnato da Son Heung-Min, perdendo così per 2-0 e chiudendo ultimi nel girone di prima fase, evento senza precedenti in un mondiale, dato che la precedente estromissione al primo turno del campionato del mondo risaliva al 1938, quando la competizione si svolgeva interamente con turni ad eliminazione diretta. Il tecnico Joachim Löw nella conferenza post-partita si attribuì le colpe della sconfitta e si dichiarò incerto sul proprio futuro sulla panchina della Mannschaft; tuttavia il 30 giugno la federazione lo confermò CT della nazionale tedesca almeno fino a Euro 2020.
Il trend negativo proseguì nella UEFA Nations League 2018-2019, dove la Germania, inserita nella Lega A, non andò oltre l'ultimo posto nel proprio minigirone. Pareggiò a reti bianche a Monaco di Baviera contro la Francia, poi perse contro i Paesi Bassi per 3-0 ad Amsterdam, subendo la sconfitta più larga di sempre contro gli olandesi, e per 2-1 contro i francesi allo Stade de France. La successiva vittoria olandese in casa contro i francesi, il 16 novembre 2018, condannò all'ultimo posto con una giornata di anticipo e alla retrocessione in Lega B i tedeschi, che, a giochi ormai fatti, impattarono (2-2) nella sfida conclusiva, in casa contro i Paesi Bassi, dopo aver sciupato nei cinque minuti finali il doppio vantaggio. La modifica al regolamento della Nations League, in vigore dall'edizione 2020-2021, ha tuttavia previsto il ripescaggio dei tedeschi in Lega A.
Per il nuovo corso, il riconfermato Löw annunciò che avrebbe rinunciato a pedine storiche della nazionale come Müller, Hummels e Boateng. Le eliminatorie del campionato d'Europa 2020 iniziarono con la prima vittoria (2-3) in casa dei Paesi Bassi dal 1996 e una comoda vittoria (8-0) contro l'Estonia. Malgrado la sconfitta casalinga (2-4) contro gli olandesi, i tedeschi si qualificarono all'europeo 2020 con una giornata di anticipo battendo per 4-0 in casa la Bielorussia (per la tredicesima volta consecutiva la Germania ebbe accesso alla fase finale del torneo continentale) e chiusero poi al primo posto in classifica con due punti di vantaggio sui Paesi Bassi secondi.
Impegnata nella UEFA Nations League 2020-2021, la Germania fu sorteggiata nel girone di Lega A con Spagna, Ucraina e Svizzera. Giunta al decisivo e ultimo incontro in casa degli spagnoli con due risultati su tre a disposizione per ottenere il primo posto, la squadra di Löw incappò in una clamorosa sconfitta per 6-0, il peggiore rovescio della storia della Mannschaft in gare ufficiali, concludendo così al secondo posto il girone e rimanendo fuori dalla final four.
Nella fase finale del campionato europeo del 2020, disputatasi nel 2021, la Germania venne sorteggiata in un complicato girone, insieme a Francia, Portogallo e Ungheria: sconfitti per 1-0 dalla Francia, i tedeschi batterono per 4-2 il Portogallo e grazie al sofferto pareggio per 2-2 contro l'Ungheria chiusero il girone al secondo posto, superando il turno. Agli ottavi di finale la Germania fu eliminata dall'Inghilterra, vittoriosa per 2-0.

## Da Flick a Nagelsmann
Chiusasi la gestione di Löw, la nazionale tedesca fu affidata all'allenatore Hans-Dieter Flick, che con sette vittorie nelle prime sette gare (evento senza precedenti per un CT della Mannschaft) qualificò la squadra al campionato del mondo 2022.
La UEFA Nations League 2022-2023 vide i tedeschi impegnati nel gruppo 3 della Lega A con Italia, Inghilterra e Ungheria. Dopo tre pareggi nelle prime tre partite, i tedeschi batterono in casa l'Italia, ma il successivo rovescio interno contro i magiari nel penultimo incontro escluse la Mannschaft dalla lotta per il primato nel girone, valevole per l'approdo alla final four del torneo. Il raggruppamento fu concluso al terzo posto. 
Il successivo mondiale qatariota del 2022 riservò altre amarezze: all'esordio i tedeschi passarono in vantaggio nella sfida contro il Giappone, ma vennero rimontati e sconfitti per 1-2, poi pareggiarono per 1-1 contro la Spagna e batterono inutilmente la Costa Rica per 4-2, chiudendo il raggruppamento al terzo posto, a pari punti (4) con gli spagnoli, ma condannati all'eliminazione per una peggiore differenza reti. Per i tedeschi fu la seconda estromissione consecutiva alla fase a gironi del mondiale.
Malgrado i deludenti risultati Flick fu inizialmente confermato, ma nel settembre 2023, il giorno dopo la clamorosa sconfitta interna dei tedeschi contro il Giappone per 4-1 in amichevole, fu esonerato e sostituito da Julian Nagelsmann, divenuto il secondo più giovane commissario tecnico della Mannschaft dopo Otto Nerz. Sotto la sua gestione la Germania, guidata da alcune giovani stelle come Florian Wirtz e Jamal Musiala e veterani come Toni Kroos e Thomas Müller, disputò il campionato d'Europa 2024 da padrona di casa. Dopo una prima fase superata senza patemi da prima classificata nel girone, grazie alle vittorie per 5-1 contro la Scozia e per 2-0 contro l'Ungheria e al pareggio per 1-1 contro la Svizzera, i tedeschi eliminarono la Danimarca agli ottavi di finale (2-0) e furono eliminati ai quarti di finale dalla Spagna (2-1 dopo i tempi supplementari).
Nella UEFA Nations League 2024-2025 i tedeschi, inseriti nel girone di Lega A con Paesi Bassi, Ungheria e Bosnia ed Erzegovina, vinsero il raggruppamento con quattro vittorie e due pareggi. Eliminata l'Italia ai quarti di finale (vittoria per 2-1 a Milano e pareggio per 3-3 a Dortmund), la Mannschaft, padrona di casa nella final four del torneo, capitolò in semifinale a Monaco di Baviera contro il Portogallo (1-2), poi fu battuta anche dalla Francia (0-2) nella finale di consolazione a Stoccarda, chiudendo la competizione al quarto posto.